# Cups
«Cups» — версия песни 1931 года «When I’m Gone» группы Carter Family, обычно исполняемая а капелла со стаканчиком в роли перкуссии.
Впервые со стаканчиками песня была исполнена участницами группы Lulu and The Lampshades в видео, которое они выложили на YouTube в 2009 году. Это исполнение получило некоторую известность и стало объектом подражания, но по-настоящему популярной песня стала и попала в хит-парады после того, как была спета Анной Кендрик в вышедшем в 2012 году фильме «Идеальный голос». В версии Анны Кендрик песня также стала официальной темой Золотого кубка КОНКАКАФ 2013 года.

## Версия Анны Кендрик

### Чарты и сертификации
| Чарт (2013)                                | Наив. поз. |
| ------------------------------------------ | ---------- |
| Австралия (ARIA)                           | 44         |
| Австрия (Ö3 Austria Top 40)                | 75         |
| Бельгия/Фландрия (Ultratop 50)             | 11         |
| Бельгия/Валлония (Ultratip Bubbling Under) | 2          |
| Канада (Billboard Canadian Hot 100)        | 12         |
| Канада (Billboard AC)                      | 2          |
| Канада (Billboard CHR/Top 40)              | 32         |
| Канада (Billboard Hot AC)                  | 13         |
| Франция (SNEP)                             | 181        |
| Ирландия (IRMA)                            | 26         |
| Нидерланды (Dutch Top 40)                  | 11         |
| Нидерланды (Single Top 100)                | 14         |
| Новая Зеландия (Recorded Music NZ)         | 26         |
| Великобритания (OCC UK Singles)            | 71         |
| США (Billboard Hot 100)                    | 6          |
| США (Billboard Adult Contemporary)         | 1          |
| США (Billboard Adult Pop Airplay)          | 2          |
| США (Billboard Pop Airplay)                | 8          |

| Регион | Сертификация  | Продажи   |
| --- | ------------- | --------- |
| Австралия (ARIA) | Платиновый    | 70 000^   |
| Германия (BVMI) | Золотой       | 150 000   |
| Новая Зеландия (RMNZ) | Золотой       | 7500*     |
| Великобритания (BPI) | Золотой       | 400 000   |
| США (RIAA) | 3× Платиновый | 3 000 000 |
| * Данные о продажах приведены только на основе сертификации. · ^ Данные о тиражах приведены только на основе сертификации. · Данные о продажах + прослушиваниях приведены только на основе сертификации. |               |           |

| Чарт (2013)                       | Поз. |
| --------------------------------- | ---- |
| Canada (Canadian Hot 100)         | 39   |
| Belgium (Ultratop 50 Flanders)    | 67   |
| Netherlands (Mega Single Top 100) | 48   |
| US Billboard Hot 100              | 21   |
| US Adult Contemporary (Billboard) | 11   |
| US Adult Pop Songs (Billboard)    | 13   |
| US Pop Songs (Billboard)          | 42   |